# Conte di Vaudémont

Stemma del conte di Vaudémont

Il titolo conte di Vaudémont fu concesso a Gerardo I di Vaudémont nel 1070, dopo aver sostenuto la successione di suo fratello, Teodorico II al ducato di Lorena. I conti di Vaudémont funsero da vassalli dei duchi di Lorena. Dopo il 1473 il titolo fu detenuto dal duca di Lorena e concesso ai suoi figli minori. Fu in seguito ridisegnato "principe di Vaudémont".

## Casato di Alsazia
- 1070-1118 Gerardo I di Vaudémont (c.1060-1118 ), figli di Gerardo d'Alsazia: sposò nel 1080 Edvige di Namur e Dagsbourg
- 1118-1155 Ugo I di Vaudémont' (m. 1155), figlio del precedente: sposò nel 1130 Angelina (o Anna) di Borgogna (1116 - 1163), figlia di Ugo II di Borgogna e Matilda di Mayenne
- 1155-1188 Gerardo II di Vaudémont (d.1188), figlio del precedente: sposò come sua prima moglie nel 1158 Gertrude di Joinville, figlia di Goffredo III di Joinville: si risposò nel 1187 con Ombeline di Vandoeuvre
- 1188-1242 Ugo II di Vaudémont (m.1242), figlio del precedente e di Gertrude di Joinville.: sposò nel 1189 Edvige di Raynel, signora di Gondrecourt.
- 1242-1244 Ugo III di Vaudémont (m.1244), figlio del precedente: sposò Margherita di Bar, figlia di Teobaldo I, conte di Bar e Lussemburgo ed Ermesinda di Lussemburgo
- 1244-1278 Enrico di I Vaudémont (1232 - 1278), figlio del precedente: sposò Marguerite de la Roche, figlia di Guy I de La Roche, duca di Atene
- 1278-1279 Rinaldo di Vaudémont (1252 - 1279), figlio del precedente
- 1279-1299 Enrico II di Vaudémont (1255 -1299), fratello del precedente: sposò Hélisente Vergy, figlia di Jean I de Vergy e Marguerite de Noyers
- 1299-1348 Enrico III di Vaudémont (m.1348), figlio del precedente: sposò nel 1306 Isabella di Lorraine (m.1335), figlia di Federico III, duca di Lorena e Margherita di Champagne

Enrico IV di Vaudémont (1310 -1346), figlio del precedente, diventò de facto conte negli ultimi anni di vita di suo padre, ma morì prima di lui, nella battaglia di Crécy.

## Casato di Joinville

Blasone del casato di Joinville

- 1348-1365 Enrico V di Vaudémont (1327 - 1365) figlio di Anseau de Joinville, signore di Joinville (1265 -1343), e Margherita di Vaudémont (1305 -1333), figlia di Enrico III di Vaudémont: sposò Maria, figlia di Giovanni, conte di Ligny e Alice di Dampierre
- 1365-1418 Margherita di Joinville (1354 -1418), figlia del precedente: sposò prima ne 1367 Giovanni di Châlon, signore di Montaigu (m.1373): si sposò per una seconda volta nel 1374 con Pietro (m.1392), conte di Ginevra: si sposò una terza volta nel 1393 con Federico I, conte di Vaudémont (1368-1415)

## Casato di Lorena-Vaudémont

Blasone del casato di Lorena-Vaudémont

- 1393-1415 Federico I, conte di Vaudémont (1368-1415), figlio di Giovanni I, duca di Lorena e Sofia di Württemberg
- 1415-1458 Antonio, conte di Vaudémont (1393-1458), figlio del precedente: sposò nel 1416 Maria (1398-1476), contessa di Harcourt.
- 1458-1470 Federico II, conte di Vaudémont (1428-1470), figlio del precedente: sposò nel 1444 Iolanda, figlia di Renato d'Angiò ed erede del ducato di Lorena.
- 1470-1508 Renato II, duca di Lorena (1451-1508), figlio del precedente, diventò duca di Lorena nel 1473.

Dopo che il titolo di conte di Vaudémont fu unito al ducato di Lorena fu assegnato ai membri cadetti della famiglia:
- Luigi, conte di Vaudémont, (1500-1528), figlio di Renato II
- Nicola, duca di Mercœur (1524-1577), conte di Vaudémont e poi duca di Mercœur, figlio di Antonio, duca di Lorena
- Francesco II, duca di Lorena (1572-1632), conte di Vaudémont e successivamente duca di Lorena nel 1625, figlio di Carlo III, duca di Lorena
- Carlo Enrico, principe di Commercy (1649-1723), poi designato principe di Vaudémont, figlio di Carlo IV e Béatrice de Cuzance (il matrimonio non fu riconosciuto come valido dal diritto canonico).
- Carlo Tommaso, principe di Vaudémont (1670–1704), figlio del precedente.
- Giuseppe di Lorena, principe di Vaudémont (1759-1812), fratello minore del principe di Lambesc, dato il titolo di cortesia di principe di Vaudémont. Sua moglie Luisa di Montmorency-Logny (1763-1832) era un'amica intima di Talleyrand.